# Trachelopachys tarma
Espèce
Trachelopachys tarma est une espèce d'araignées aranéomorphes de la famille des Trachelidae.

## Distribution
Cette espèce est endémique de la région de Junín au Pérou,.

## Description
Le mâle holotype mesure 5,65 mm.

## Étymologie
Son nom d'espèce lui a été donné en référence au lieu de sa découverte, Tarma.

## Publication originale
- Platnick, 1975 : A revision of the South American spider genus Trachelopachys (Araneae, Clubionidae). American Museum Novitates, no 2589, p. 1-25 (texte intégral).